# PaRappa the Rapper
PaRappa the Rapper (パラッパラッパー?, Parappa Rappā), conosciuto anche come "PaRappaRappa", o "PaRappa the Rappa" è un videogioco musicale per la Sony PlayStation creato da Masaya Matsuura e la sua compagnia NanaOn-Sha.

## Trama
Parappa  è un cane antropomorfo con la passione per il rap in un mondo in cui tutte le creature viventi hanno lo spessore di un foglio di carta. PaRappa oltre a voler sfondare nel mondo della musica vuole conquistare il cuore della graziosa margherita Sunny Funny. Per riuscire a realizzare i propri obiettivi, PaRappa dovrà affrontare una serie di prove ed allenamenti, coadiuvato dai suoi due migliori amici, Katy Kat (una gatta iperattiva) e PJ Berri (un orsetto sovrappeso). Inoltre PaRappa ha anche un rivale sentimentale: Joe Chin un cane narcisista megalomane ed arrogante.

## Sviluppo
Pubblicato a metà 1996, Parappa the Rapper è stato uno dei primi prodotti nel suo genere. Il videogioco ha un gameplay molto semplice ed immediato (basato sulla pressione dei quattro tasti X, Cerchio, Triangolo e Quadrato a tempo con la musica), ed è ricordato soprattutto per lo stile grafico unico, la colonna sonora e la  bizzarra trama. Il gioco prende il nome dal suo protagonista, PaRappa , un cane antropomorfo che si diletta a fare rap e il cui motto è "I gotta believe!" (in inglese "ci devo credere!" o nella versione italiana "devo avere fiducia!")
PaRappa the Rapper ha creato un vasto merchandising in Giappone, che ha generato, tra le altre cose, il sequel, PaRappa the Rapper 2, uno spin-off intitolato Um Jammer Lammy, e un anime di 26 episodi lanciato nel 1999. Nel 2006 il gioco è stato convertito per PlayStation Portable.
Nel 2012, il protagonista del videogioco, PaRappa, è apparso come personaggio utilizzabile in PlayStation All-Stars Battle Royale.

## Accoglienza
La rivista Play Generation diede alla versione per PlayStation Portable un punteggio di 81/100, trovandolo un coloratissimo gioco musicale, alquanto breve ma divertente esattamente come su PSone e con nuove opzioni.